# مارتن نويمان
مارتن نويمان (بالألمانية: Martin Neumann) هو أستاذ جامعي وسياسي ألماني، ولد في 27 يناير 1956 في فتشاو في ألمانيا. نشط حزبياً في الحزب الديمقراطي الحر. في الانتخابات الفيدرالية الألمانية 2017، انتخب عضو في البوندستاغ الألماني عن دائرة Elbe-Elster – Oberspreewald-Lausitz ‏ وقد انضم خلال البوندستاغ الألماني التاسع عشر (24 أكتوبر 2017 – ) للكتلة البرلمانية جماعة الديمقراطيين الأحرار ‏ وانتخب عضو في برلمان ولاية براندنبورغ ‏ وانتخب عضو في البوندستاغ الألماني خلال فترته النيابية ‏ (27 أكتوبر 2009 – 22 أكتوبر 2013).